# Anilocra prionuri
Anilocra prionuri is een pissebed uit de familie Cymothoidae. De wetenschappelijke naam van de soort is voor het eerst geldig gepubliceerd in 1986 door Williams & Bunkley-Williams.